# B. Bak Lajos
B. Bak Lajos (Szarvas, 1839.  május 25. – Kolozsvár, 1907. május 23.) kolozsvári műbútorasztalos, nagyiparos, gyáros, az EME és az EMKE alapító tagja, Hevesi József műbútorasztalos apósa.

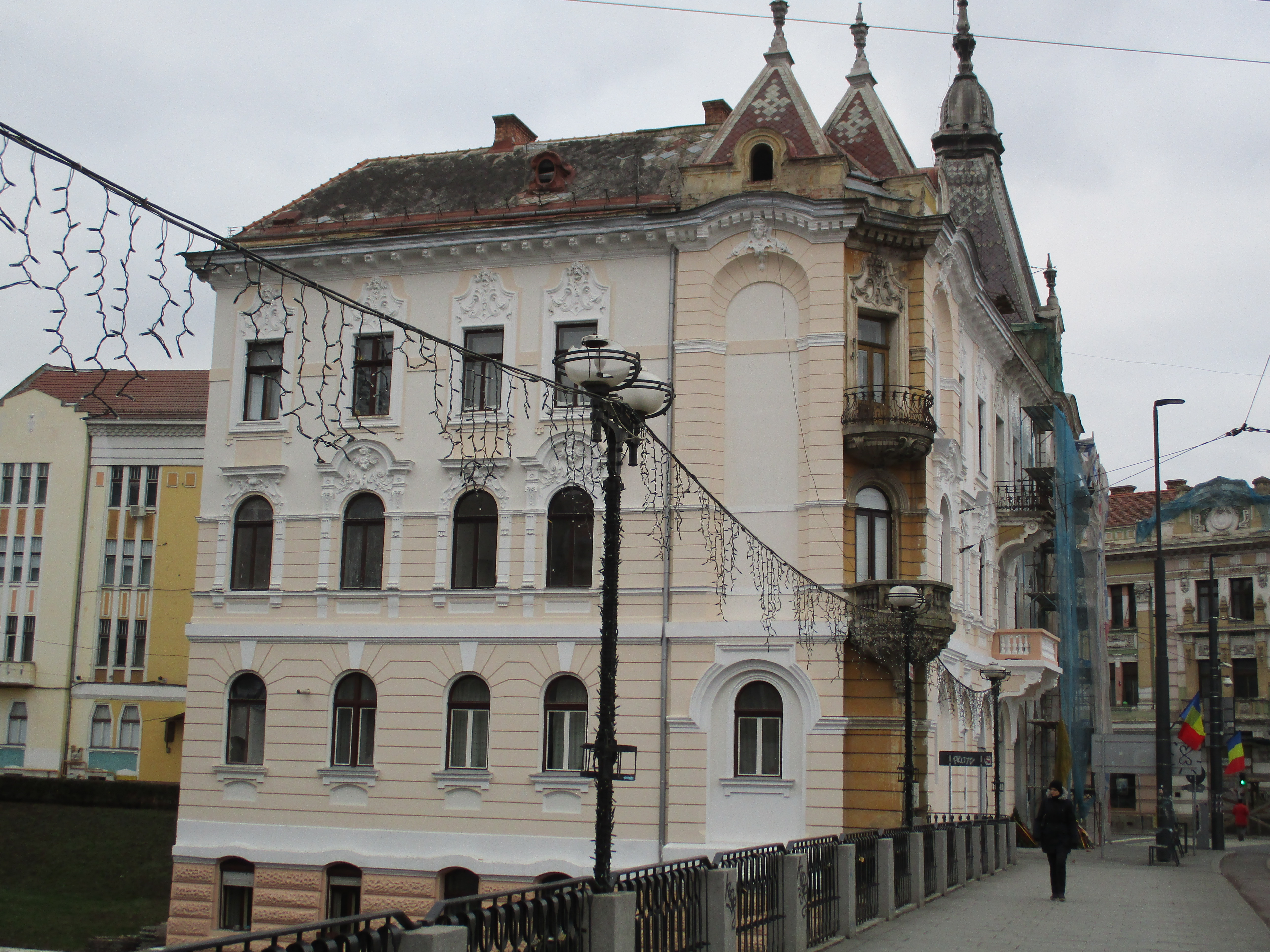
Az 1896-97-ben épült Bak-palota a Nagy utcai Szamos-hídnál

## Életpályája
Bakosi Bak Lajos szarvasi iparos polgári családból származik. Az asztalos mesterséget atyja műhelyében tanulta. Ezután bejárta Pestet, Bécset, Prágát, ahol híres mestereknél tanult. 1863-ban Kolozsvárra került, és 1866-ban belépett az asztalos céhbe. 1869-ben gyártelepet alapított a Malom utcában. 1888-ban a városszéli Nádas patak mellett nagy áruraktárt létesített. Igen sok helyi és  vidéki monumentális asztalosmunka került ki a kezei közül.  Hosszú ideig Kolozsvár szabad királyi város törvényhatósági bizottságának tagja, a kolozsvári Iparos Egylet alelnöke, rövid ideig elnöke, haláláig díszelnöke volt.
1882-ben fiatalon elhunyt felesége. 1896-ban újranősült, feleségül vette Oriold József építész és városi tanácsos özvegyét.
Fiait is iparosnak nevelte, leányát Hevesi József műbútorasztaloshoz adta feleségül. A kereskedelmi és iparkamara nekrológja szerint B. Bak Lajos a magyar iparosnemzedék egyik mintaképe volt.

## Munkái

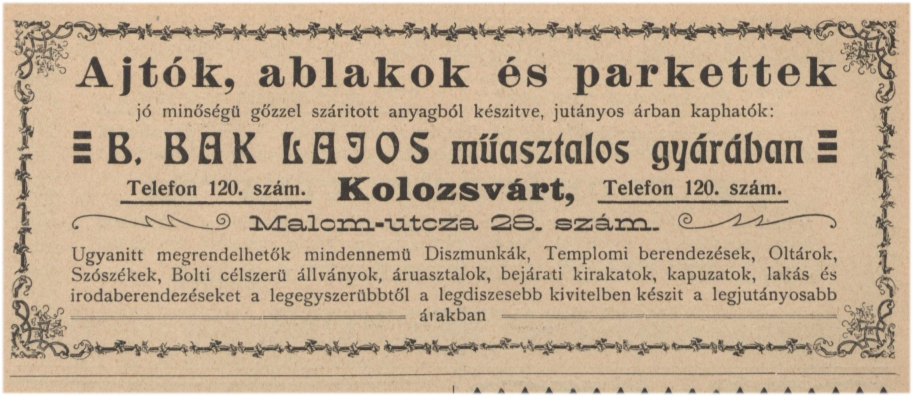
Reklám a kolozsvári Egyetemi Lapokban 1907 januárjában

Többek között a következő munkák kerültek ki keze alól, és ezek nagy része ma is használatos:
- kolozsvári  Szent Mihály-templom gótikus stílusú főoltára,
- a kolozsvári Széki-palota gyógyszertárának bútorzata,
- a kolozsvári református teológia dísztermének bútorzata,
- az Iparos Egylet és az Iparmúzeum bútorzata,
- a Ferenc József Tudományegyetem dísztermének bútorzata,
- az egykori Katolikus Főgimnázium (ma Báthory István Elméleti Líceum) dísztermének és szertárainak bútorzata,
- a kolozsvári ferencesek temploma Szent Antal oltára, ajándékba 1896-ban,
- az Általános Növénytani Intézet bútorzata,
- a szarvasi katolikus templom Mária oltára, adományként, 1899-ben.

## Díjai
- Millenniumi nagyérem
- Királyi koronás érdemkereszt